# João Teixeira Nunes

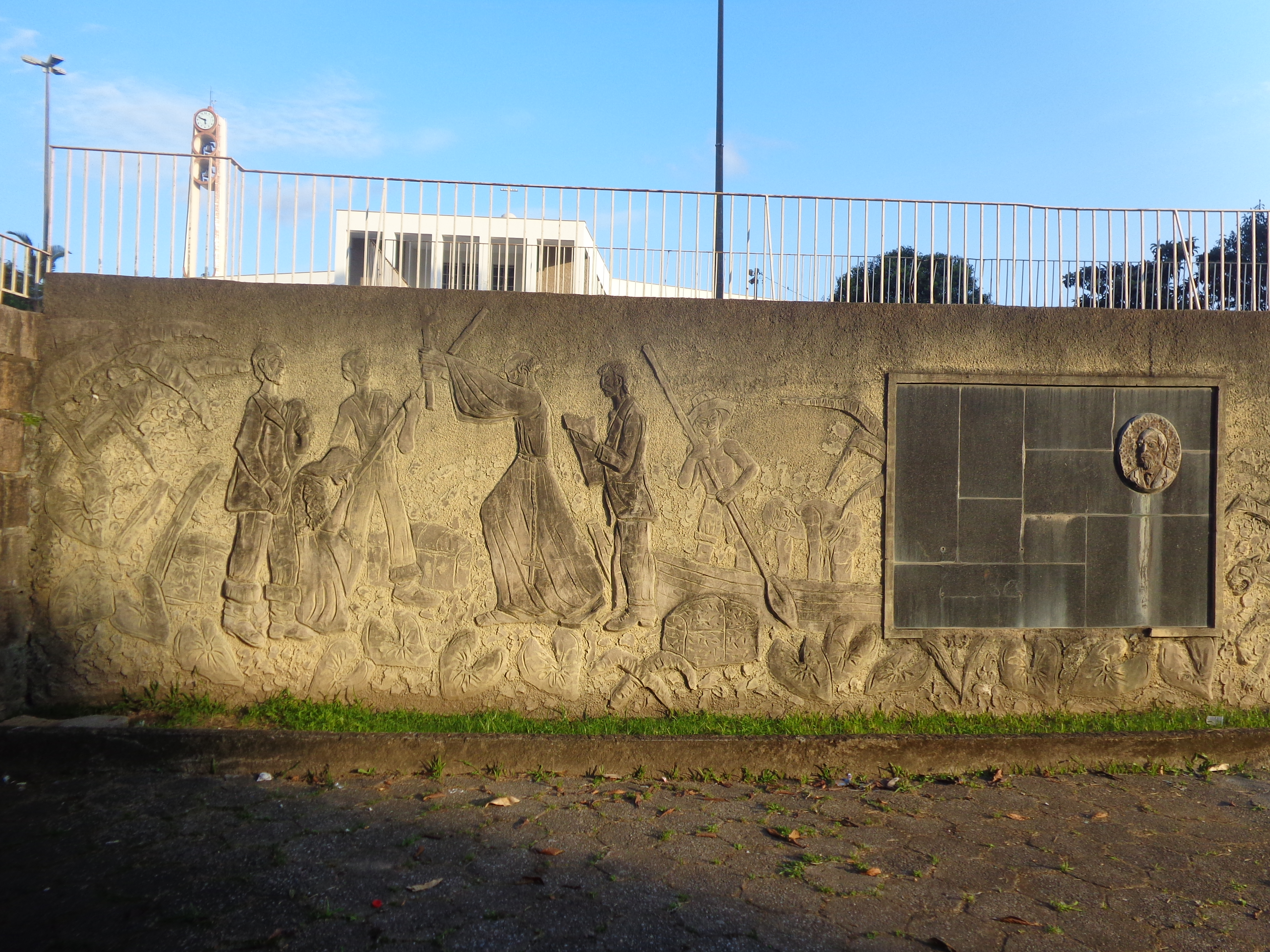
Sepultura de João Teixeira Nunes em frente à Catedral de Tubarão, em sua localização na antiga catedral

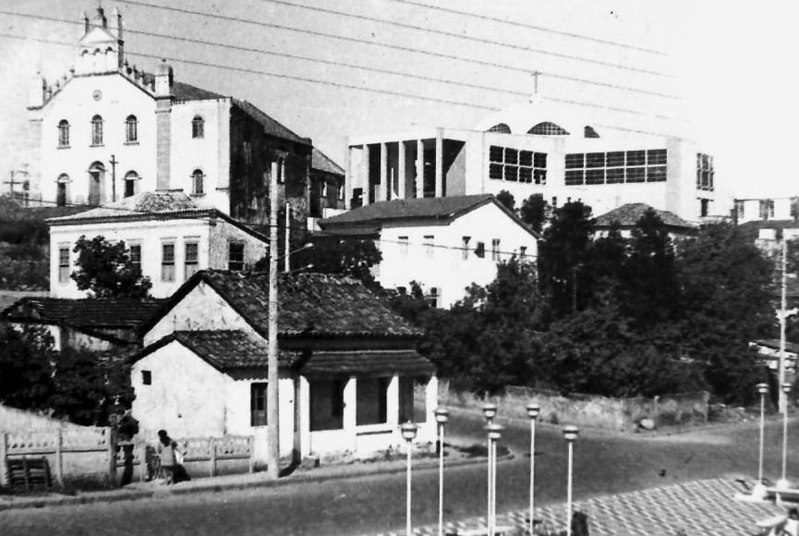
No canto superior esquerdo da foto a antiga catedral de Tubarão, onde João Teixeira Nunes foi sepultado

João Teixeira Nunes (Vila Nova, Laguna, Santa Catarina – Tubarão, 13 de junho de 1839) foi um comerciante brasileiro.
Filho de Francisco Machado Nunes e de Rosa Maria. Casou com Florinda Rosa de Jesus em 10 de março de 1797 na Igreja de Santo Antônio dos Anjos da Laguna.
Em 26 de junho de 1829 doou oitenta braças em quadro de terras (35460 metros quadrados) onde foi edificada a Antiga Catedral de Tubarão.
Morreu em 13 de junho de 1839, sepultado na Antiga Catedral de Tubarão, demolida no início da década de 1970.

## Escritura do Patrimônio
DOAÇÃO - Digo eu João Teixeira Nunes e minha mulher Florinda Rosa de Jesus abaixo assignados que entre os mais bens que possuimos semos assim Senhores de setecentas e cincoenta braças de terras no Rio Tubarão termo desta Vila, abaixo do posso grande em que vivemos e moremos das quaes demos e com efeito dado temos oitenta braças em quadro dos mesmos terrenos abaixo de noça Casa bo morro para huma Frega, que queremos fazer Igreja de Nossa Senhora em sua Capelinha e o terreno para a Igreja Benta e cEus Alvorados as quais terras se demos todo dominio Juiz asão e Senhoria que temos no dito terrenos para que os moradores do distrito do Rio Tubarão nelas posão fazer a dita Igreja e Freguezia, como terrenos que hé e fica Sendo por virtude deste papel da Padroeira Nossa Senhora da Piedade de que Sendo percizo á qualquer dos moradores do dito logar o fazerem Suas Casas no dito terrenos e posão fazer por aforamento a Irmandade da mesma Senhora ou na forma da prasa que se costuma, na Instruxão das mais Freguezias para que a todo tempo nosso Herdeiros não tenhão que a legare, Contra esta noça adução que Fazemos muito de noça vontade sem constrangimento de pecia alguma Sendo ainda de mais divida que devemos a mesma Senhora da Piedade.
Por lhe avermos prometido e referido terreno em fé do que mandamos o nosso Filho Manoel Teixeira Nunes que este escrevece e a Signase arogo da doadora Sua Mãe Florinda Rosa de Jesus e heu João Teixeira me a sini digo me a signei Com o meu nome com as mais Testemunhas abaixo a signadas. - Vila da Laguna 26 de Junho de 1829. - João Teixeira Nunes. Arogo da doadora Minha Mãe Florinda Rosa de Jesus. Manoel Teixeira Nunes.
Test. Marcelino José de Amorim. Antonio José de Medeiros.